# San José del Castillo
San José del Castillo – miasto w Meksyku, w stanie Jalisco.